# Цекув-Кольонія
Цекув-Кольонія (пол. Ceków-Kolonia) — село в Польщі, у гміні Гміна Цекув-Кольонія Каліського повіту Великопольського воєводства.
Населення — 579 осіб (2011).
У 1975-1998 роках село належало до Каліського воєводства.

## Демографія
Демографічна структура станом на 31 березня 2011 року:
|          | Загалом | Допрацездатний вік | Працездатний вік | Постпрацездатний вік |
| -------- | ------- | ------------------ | ---------------- | -------------------- |
| Чоловіки | 283     | 58                 | 209              | 16                   |
| Жінки    | 296     | 64                 | 194              | 38                   |
| Разом    | 579     | 122                | 403              | 54                   |